# Kroger
Kroger este al treilea retailer american după vânzări, fiind depășit doar de Wal-Mart și Home Depot. Compania are peste 290.000 de angajați și este listată pe New York Stock Exchange.